# 奶酪凝块

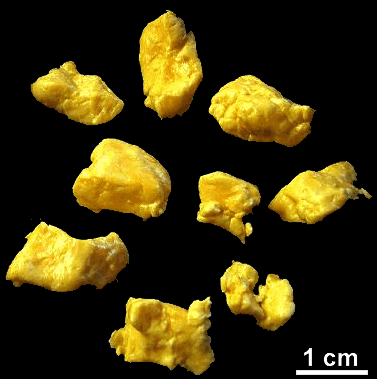
Cheese curds

奶酪凝块（英語：cheese curds），也被称作凝乳，是制作乾酪的副产品。牛奶酸腐发酵后，产生的结块就是凝乳。在加拿大和美国东南部被拿来当零食吃或做菜用。
奶酪凝块的颜色和它要做成的奶酪颜色一样，车打芝士的凝乳是黄色。
奶酪凝块必须在成品后数小时之内吃掉，不然就失去了风味，因此只有住在奶酪工厂附近的人才能吃到。它的软硬度和奶酪一样，但是口味更清淡，咬起来有橡皮弹性。新鲜的奶酪凝块在咀嚼时发出“吱吱”的声响，这是由于空气被封闭在凝块的多孔结构中，这是奶酪凝块独有的特性。成品12小时以后，即使放在冰箱里，奶酪凝块最宝贵的“新鲜”口味也会消失，咬起来也没有“吱吱”的声音。

### 油炸

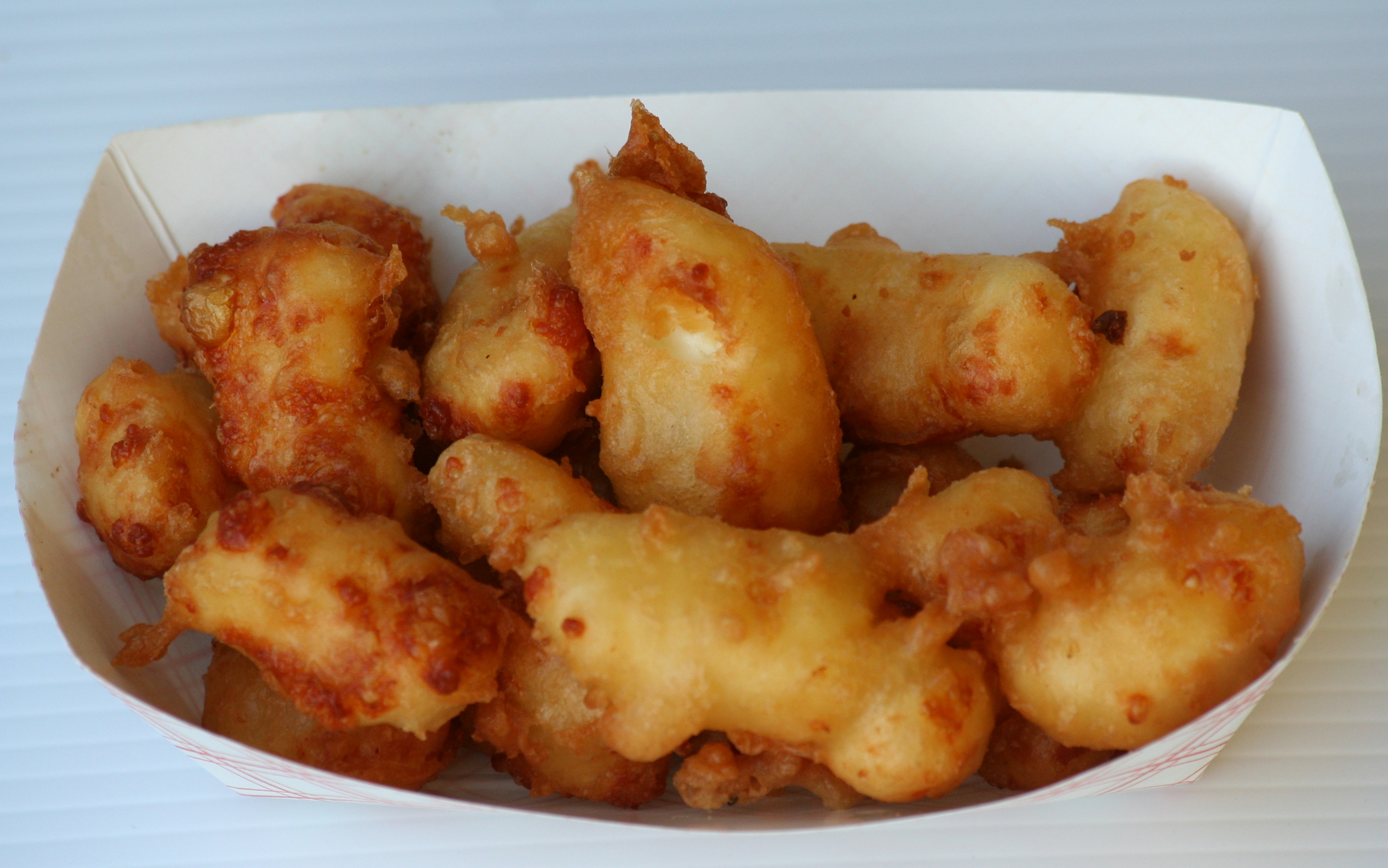
明尼苏达州一场社区庆典中的油炸奶酪凝块

### 干酪浇肉汁土豆条

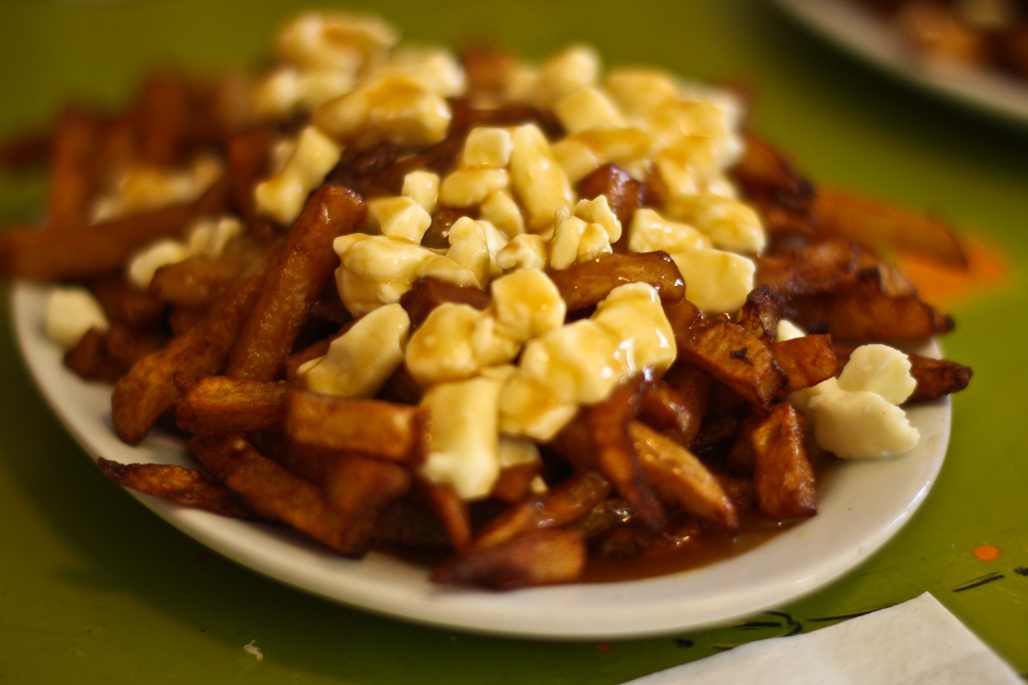
典型的干酪浇肉汁土豆条由薯条, 奶酪凝块和肉汁组成

## 外部連結
- 维基共享资源上的相關多媒體資源：奶酪凝块